# Canton de Montech
Le canton de Montech est une circonscription électorale française du département de Tarn-et-Garonne et de la région Occitanie.

## Histoire
Le canton de Montech a été créé en 1801.
Un nouveau découpage territorial du département de Tarn-et-Garonne entre en vigueur à l'occasion des premières élections départementales suivant le décret du 27 février 2014. Les conseillers départementaux sont, à compter de ces élections, élus au scrutin majoritaire binominal mixte. Les électeurs de chaque canton élisent au Conseil départemental, nouvelle appellation du Conseil général, deux membres de sexe différent, qui se présentent en binôme de candidats. Les conseillers départementaux sont élus pour 6 ans au scrutin binominal majoritaire à deux tours, l'accès au second tour nécessitant 12,5 % des inscrits au 1er tour. En outre la totalité des conseillers départementaux est renouvelée. Ce nouveau mode de scrutin nécessite un redécoupage des cantons dont le nombre est divisé par deux avec arrondi à l'unité impaire supérieure si ce nombre n'est pas entier impair, assorti de conditions de seuils minimaux. En Tarn-et-Garonne, le nombre de cantons passe ainsi de 30 à 15. Le nombre de communes du canton de Montech reste inchangé mais sa composition change.
Le nouveau canton de Montech est formé de communes des anciens cantons de Castelsarrasin 2e Canton (1 commune), de Grisolles (2 communes) et de Montech (6 communes). Avec ce redécoupage administratif, le territoire du canton s'affranchit des limites d'arrondissements, avec 1 communes incluses dans l'arrondissement de Castelsarrasin et 8 dans l'arrondissement de Montauban. Le bureau centralisateur est situé à Montech.

## Représentation

### Conseillers d'arrondissement (de 1833 à 1940)
Le canton de Montech avait deux conseillers d'arrondissement à partir de 1926.
Il appartenait à l'arrondissement de Castelsarrasin jusqu'en 1926.
| Période                                  | Période      | Identité                                                 | Étiquette   | Qualité |
| ---------------------------------------- | ------------ | -------------------------------------------------------- | ----------- | --- |
| 1833                                     | 1837 (décès) | François Alpinien Blaise Domingon de Bronsac (1761-1837) |             | Avocat, maire d'Escatalens                                                                                  |
| 1837                                     | 1848         | M. Perseguet                                             |             | Propriétaire à Montech                                                                                      |
|                                          |              |                                                          |             | |
| 1886                                     | 1889         | Émile Boudou                                             | Républicain | Propriétaire, adjoint au maire de Montech, suppléant du juge de paix                                        |
| 1898                                     | 1907         | Jean Bachala                                             | Radical     | Maire de Saint-Porquier (1894-1919)                                                                         |
| 1907                                     |              | Jean Cassan                                              | Radical     | Propriétaire-cultivateur, maire de Montbartier                                                              |
|                                          |              |                                                          |             | |
| 1910                                     | 1940         | Antoine Brunet                                           | Radical     | Maire de Montech (1929-1935)                                                                                |
| 1910                                     | 1928         | Pierre Castelnau                                         | Radical     | Maire de Montbartier (1911-1945)                                                                            |
| 1928                                     | 1934         | Marcelin Lespinasse                                      | RG          | Maire de Lacourt-Saint-Pierre (1903-1943)                                                                   |
| 1931                                     | 1940         | Marcel-Antoine Gondalma                                  | Radical     | Maire de La Ville-Dieu-du-Temple (1928-1935)                                                                |
| 1940                                     |              |                                                          |             | Les conseils d'arrondissement ont été suspendus par la loi du 12 octobre 1940 et n'ont jamais été réactivés |
| Les données manquantes sont à compléter. |              |                                                          |             | |

### Conseillers généraux de 1833 à 2015
| Période | Période          | Identité                     | Étiquette             | Qualité                                                                             |
| ------- | ---------------- | ---------------------------- | --------------------- | ----------------------------------------------------------------------------------- |
| 1833    | 1842             | Bertrand Maison (1779-1866)  |                       | Notaire et propriétaire à Montech                                                   |
| 1842    | 1848             | Gabriel Domingon de Bronsac  |                       | Propriétaire Maire d'Escatalens (1840-1846)                                         |
| 1848    | 1877             | Jean Larramet                |                       | Médecin, Maire de Montech (1871-1885)                                               |
| 1877    | 1883             | Edmond Dubois                | Droite bonapartiste   | Maire de La Ville-Dieu-du-Temple (1872-1888)                                        |
| 1883    | 1889             | Léon Saint-Faust             | Républicain           | Président du Tribunal de commerce de Montauban                                      |
| 1889    | 1896 (décès)     | Emile Boudou                 | Républicain           | Maire de Montech (1890-1896), conseiller d'arrondissement                           |
| 1896    | 1908 (décès)     | Antoine Fourcade             | Républicain puis Rad. | Maire de Montech (1907-1908)                                                        |
| 1908    | 1920 (démission) | Jules Fourcade               | Rad.                  | Négociant - Maire de Montech (1908-1920)                                            |
| 1920    | 1925             | Pierre Combes                | RG                    | Maire de Montech (1920-1925)                                                        |
| 1925    | 1931             | Jules Fourcade               | Rad.                  | Négociant - Maire de Montech (1908-1920 et 1925-1928)                               |
| 1931    | 1940             | Marcelin Lespinasse          | Rad.                  | Maire de Lacourt-Saint-Pierre (1903-1943)                                           |
|         |                  |                              |                       |                                                                                     |
| 1945    | 1951             | Arnaud Seignouret            | SFIO                  | Maire de Montech (1935-1941, 1944 et 1945-1953)                                     |
| 1951    | 1964             | Justin Lacaze                | Rad.                  | Maire de Montech (1953-1965)                                                        |
| 1964    | 1976             | Jean Gondalma                | Rad. puis RI          | Maire de La Ville-Dieu-du-Temple (1959-1978)                                        |
| 1976    | 1982             | Jean Augé                    | DVG                   | Maire de Montech (1977-1979)                                                        |
| 1982    | 2012 (démission) | Jacques Moignard             | PS                    | Retraité de l'éducation spécialisée Maire de Montech depuis 2011 Député (2012-2016) |
| 2012    | 2015             | Dominique Sardeing-Rodriguez | PS                    | Rédactrice territoriale, Montbartier                                                |

### Conseillers départementaux à partir de 2015
| Période élective | Période élective | Mandat | Mandat   | Identité                     | Nuance | Nuance | Qualité                                       |
| ---------------- | ---------------- | ------ | -------- | ---------------------------- | ------ | ------ | --------------------------------------------- |
| 2015             | 2021             | 2015   | 2021     | Dominique Sardeing-Rodriguez |        | PS     | Attachée territoriale, Montbartier            |
| 2015             | 2021             | 2015   | 2021     | Michel Weill                 |        | PRG    | Chef d'entreprise retraité Maire de Montbeton |
| 2021             | 2028             | 2021   | en cours | Dominique Sardeing           |        | PS     | Vice-présidente du Conseil départemental      |
| 2021             | 2028             | 2021   | en cours | Michel Weill                 |        | PRG    | Président du Conseil départemental            |

### Résultats détaillés

#### Élections de mars 2015
À l'issue du 1er tour des élections départementales de 2015, deux binômes sont en ballottage : Laurence Affolter et Philippe Digne (FN, 35,18 %) et Dominique Sardeing-Rodriguez et Michel Weill (Union de la Gauche, 34,55 %). Le taux de participation est de 56,57 % (7 977 votants sur 14 102 inscrits) contre 58,89 % au niveau départemental et 50,17 % au niveau national.
Au second tour, Dominique Sardeing-Rodriguez et Michel Weill (Union de la Gauche) sont élus avec 58,29 % des suffrages exprimés et un taux de participation de 59,84 % (4 486 voix pour 8 438 votants et 14 101 inscrits).

#### Élections de juin 2021
Le premier tour des élections départementales de 2021 est marqué par un très faible taux de participation (33,26 % au niveau national). Dans le canton de Montech, ce taux de participation est de 37,2 % (5 784 votants sur 15 547 inscrits) contre 40,22 % au niveau départemental. À l'issue de ce premier tour, deux binômes sont en ballottage : Dominique Sardeing et Michel Weill (Union à gauche, 44,74 %) et Laurence Affolter et Philippe Lepeltier (RN, 28,07 %).
Le second tour des élections est marqué une nouvelle fois par une abstention massive équivalente au premier tour. Les taux de participation sont de 34,36 % au niveau national, 41,75 % dans le département et 38,11 % dans le canton de Montech. Dominique Sardeing et Michel Weill (Union à gauche) sont élus avec 65,39 % des suffrages exprimés (3 630 voix pour 5 925 votants et 15 547 inscrits),,. 

## Composition

### Composition avant 2015

Situation du canton de Montech dans l'arrondissement de Montauban avant 2015.

Le canton de Montech comprenait les 9 communes suivantes :
- Lacourt-Saint-Pierre
- Bressols
- Montech
- Escatalens
- Finhan
- Montbartier
- Montbeton
- Saint-Porquier
- La Ville-Dieu-du-Temple

### Composition depuis 2015
Le canton de Montech comprend désormais neuf communes entières.
| Nom                             | Code Insee | Intercommunalité             | Superficie (km2) | Population (dernière pop. légale) | Densité (hab./km2) | Modifier                                    |
| ------------------------------- | ---------- | ---------------------------- | ---------------- | --------------------------------- | ------------------ | ------------------------------------------- |
| Montech (bureau centralisateur) | 82125      | CC Grand Sud Tarn-et-Garonne | 50,14            | 6 657 (2022)                      | 133                | modifier les données · modifier les données |
| Albefeuille-Lagarde             | 82001      | CA Grand Montauban           | 8,03             | 590 (2022)                        | 73                 | modifier les données · modifier les données |
| Bessens                         | 82017      | CC Grand Sud Tarn-et-Garonne | 9,27             | 1 470 (2022)                      | 159                | modifier les données · modifier les données |
| Bressols                        | 82025      | CA Grand Montauban           | 20,39            | 3 883 (2022)                      | 190                | modifier les données · modifier les données |
| Finhan                          | 82062      | CC Grand Sud Tarn-et-Garonne | 11,48            | 1 475 (2022)                      | 128                | modifier les données · modifier les données |
| Lacourt-Saint-Pierre            | 82085      | CA Grand Montauban           | 14,77            | 1 265 (2022)                      | 86                 | modifier les données · modifier les données |
| Monbéqui                        | 82114      | CC Grand Sud Tarn-et-Garonne | 6,78             | 656 (2022)                        | 97                 | modifier les données · modifier les données |
| Montbartier                     | 82123      | CC Grand Sud Tarn-et-Garonne | 15,01            | 1 727 (2022)                      | 115                | modifier les données · modifier les données |
| Montbeton                       | 82124      | CA Grand Montauban           | 15,98            | 4 335 (2022)                      | 271                | modifier les données · modifier les données |
| Canton de Montech               | 8209       |                              | 151,85           | 22 058 (2022)                     | 145                | modifier les données                        |

## Démographie

### Démographie avant 2015
| 1962  | 1968  | 1975  | 1982   | 1990   | 1999   | 2006   | 2011   | 2012   |
| ----- | ----- | ----- | ------ | ------ | ------ | ------ | ------ | ------ |
| 9 507 | 9 775 | 9 972 | 10 901 | 12 837 | 14 336 | 19 173 | 22 160 | 22 526 |

### Démographie depuis 2015
En 2022, le canton comptait 22 058 habitants, en évolution de +5,34 % par rapport à 2016 (Tarn-et-Garonne : +3,12 %, France hors Mayotte : +2,11 %).
| 2013   | 2018   | 2022   |
| ------ | ------ | ------ |
| 20 009 | 21 256 | 22 058 |